# Battenberg Hill
Der Battenberg Hill  (englisch; bulgarisch хълм Батенберг chalm Batenberg) ist ein 166 m hoher und felsiger Hügel auf der Livingston-Insel im Archipel der Südlichen Shetlandinseln. Er ragt 1,8 km östlich des Start Hill, 1,8 km südlich des Voyteh Point und 2,19 km nordwestlich des Penca Hill in den Dospey Heights der Ray Promontory auf der Byers-Halbinsel auf.
Spanische Wissenschaftler kartierten ihn 1992, bulgarische in den Jahren 2009 und 2010. Die bulgarische Kommission für Antarktische Geographische Namen benannte ihn 2009 nach Prinz Alexander Joseph von Battenberg (1857–1893), von 1879 bis 1886 gewählter Fürst von Bulgarien.